# Filifascigera robusta
Filifascigera robusta is een mosdiertjessoort uit de familie van de Frondiporidae. De wetenschappelijke naam van de soort werd in 1928 voor het eerst geldig gepubliceerd door Ferdinand Canu en Ray Smith Bassler.